# Pour une poignée de dollars - Et pour quelques dollars de plus (bande originale)
Pour une poignée de dollars - Et pour quelques dollars de plus est un album d'Ennio Morricone sorti en 1964, contenant les bandes originales des films Pour une poignée de dollars (Face B) et Et pour quelques dollars de plus (Face A).

## Liste des morceaux
Toutes les chansons sont écrites et composées par Ennio Morricone.
| 1. | Paying off Scores      | 3:02 |
| 2. | Ace Poker              | 1:20 |
| 3. | Watchers'watched       | 2:00 |
| 4. | The Vice of Killing    | 2:23 |
| 5. | Bells                  | 1:10 |
| 6. | The Attack             | 2:20 |
| 7. | Bye Bye Colonel        | 1:45 |
| 8. | For a few dollars more | 2:46 |

| 1. | For a fistful of dollars | 1:45 |
| 2. | Nearly Dead              | 1:38 |
| 3. | Square Dance             | 1:34 |
| 4. | The Chase                | 2:22 |
| 5. | The Reaction             | 2:34 |
| 6. | Without Pity             | 2:05 |
| 7. | Main Themes              | 2:55 |